# Tramwaje w León
Tramwaje w León − zlikwidowany system komunikacji tramwajowej w meksykańskim  mieście León.

## Historia
Tramwaje w León uruchomiono w 1882, były to tramwaje konne. W 1923 sieć liczyła 18,5 km długości, a do jej obsługi spółka Tranvías del Centro posiadała 22 tramwaje pasażerskie i 8 tramwajów towarowych. Data likwidacji sieci nie jest znana.